# 絕頂 (電視劇)
《絕頂》（韓語：절정）為韓國MBC於2011年8月15日播出的光復節特別企劃電視劇。

## 演員陣容

### 主要人物
- 金烔完 飾演 李陸史

韓國詩人
- 徐玄振 飾演 安日襄

李陸史的妻子
- 李承洨 飾演 尹世州
- 尹智慧 飾演
- 嚴孝燮 飾演
- 朴誠雄 飾演 康文碩

### 周邊人物
- 吳賢慶 飾演
- 高斗心 飾演 許吉

李陸史的母親
- 李道英 飾演
- 全仁澤 飾演
- 崔在煥 飾演

## 收視率

### 2011年
| 集數       | 播出日期   | AGB收視率        |
| 集數       | 播出日期   | 大韓民國（全國） |
| ---------- | ---------- | ---------------- |
| 1          | 2011/08/15 | 4.6%             |
| 2          | 2011/08/15 | 5.1%             |
| 平均收視率 | 平均收視率 | 4.85%            |

### 2018年
| 集數       | 播出日期   | AGB收視率        | TNmS收視率       | TNmS收視率 |
| 集數       | 播出日期   | 大韓民國（全國） | 大韓民國（全國） |            |
| ---------- | ---------- | ---------------- | ---------------- | ---------- |
| 1          | 2018/02/28 | 2.9%             | 3.3%             |            |
| 2          | 2018/03/01 | 2.9%             | 2.8%             |            |
| 平均收視率 | 平均收視率 | 2.90%            | 3.05%            |            |

- 收視最低的集數以藍色表示，收視最高的集數以紅色表示，而空格則表示該集的收視沒有相關數據。

## 獎項
- 2012 第45屆休斯頓國際電影節特輯劇大獎[3]

## 引用資料
1. 1 2   [每日收視數據表] (AGB).   [2018-02-22]. （原始内容存档于2017-03-17） （韩语）.
2. ↑   [每日收視數據表]. (TNmS).   [2018-02-22]. （原始内容存档于2018-01-05） （韩语）.
3. ↑  .   [2012-04-24]. （原始内容存档于2019-09-01） （韩语）.

## 外部連結
- 韓國MBC官方網站 （页面存档备份，存于）
- 絕頂-DAUM
- 絕頂-NAVER